# David Desharnais
Pour les articles homonymes, voir Desharnais.
David Desharnais (né le 14 septembre 1986 à Laurier-Station, dans la province de Québec au Canada) est un joueur professionnel canadien de hockey sur glace, jouant pour Fribourg-Gotteron de la National League A en Suisse.

## Carrière de joueur
Après une carrière junior avec les Saguenéens de Chicoutimi de la Ligue de hockey junior majeur du Québec, David Desharnais fait ses débuts professionnels à la fin de la saison 2006-2007 avec les Sound Tigers de Bridgeport dans la Ligue américaine de hockey.
L'année suivante, il entreprend la saison avec les Cyclones de Cincinnati de l'East Coast Hockey League. Il remporte le championnat des marqueurs et plusieurs honneurs individuels, menant ainsi son équipe à la conquête de la Coupe Kelly. L'entraîneur-chef des Cyclones, Chuck Weber, déclare au sujet de son joueur vedette que si ce n'était pas de sa petite taille, il évoluerait dans la Ligue nationale de hockey et non dans l'ECHL[réf. nécessaire].
Durant la campagne, il joue également quelques parties avec les Bulldogs de Hamilton de la LAH, qui décident d'utiliser l'année d'option sur son contrat en juin 2008. Il passe alors la saison 2008-2009 à Hamilton, inscrivant 58 points en 77 parties. En 2009, il rate le début de la saison en raison d'une blessure à un pied, mais à son retour, Desharnais récolte quatre buts et dix points en seulement sept matchs. Il est alors rappelé par les Canadiens de Montréal. Après avoir disputé son premier match dans la LNH contre les Penguins de Pittsburgh, le 25 novembre 2009, il est cédé aux Bulldogs.
L'année suivante, il n'est pas retenu lors du camp d'entrainement des Canadiens et il débute ainsi la saison à Hamilton. Après un très bon début de saison avec les Bulldogs, grâce à une production de 45 points en 35 parties, il est rappelé par Montréal le 2 janvier 2011. Une semaine après son rappel, il inscrit son premier but dans la LNH contre les Penguins de Pittsburgh.
Le 20 juin 2011, il signe un contrat de deux saisons avec les Canadiens de Montréal. Pour la saison 2011-2012, Desharnais joue principalement au centre d'Erik Cole et de Max Pacioretty.
Lors du lock-out qui frappe le début de la saison 2012-2013, il joue seize matchs avec le Hockey Club Fribourg-Gottéron, club de Ligue nationale A en Suisse. Fin décembre 2012, il participe également avec le club fribourgeois à la Coupe Spengler.
Le 15 mars 2013, il signe une prolongation de contrat de quatre ans avec les Canadiens de Montréal qui lui rapportera 3,5 millions de dollars par année. Le 28 février 2017, approchant la fin de son contrat et ayant été rayé de l'alignement à plusieurs reprises, il est échangé aux Oilers d'Edmonton contre Brandon Davidson. Il y termine la saison avant de signer un contrat de un an à 1 M$ à titre d'agent libre avec les Rangers de New York, le 4 juillet 2017.

## Honneurs
Le trophée du joueur le plus gentilhomme de la Ligue de hockey junior Maritimes Québec a été nommée en son nom, le 17 septembre 2024 en remplacement de Frank J. Selke.

## Statistiques

### En club
| Saison     | Équipe                     | Ligue          |     | Saison régulière | Saison régulière | Saison régulière | Saison régulière | Saison régulière |    | Séries éliminatoires | Séries éliminatoires | Séries éliminatoires | Séries éliminatoires | Séries éliminatoires |
| Saison     | Équipe                     | Ligue          | PJ  | B                | A                | Pts              | Pun              | PJ               | B  | A                    | Pts                  | Pun                  |                      |                      |
| 2003-2004  | Saguenéens de Chicoutimi   | LHJMQ          | 70  | 23               | 28               | 51               | 12               | 18               | 4  | 7                    | 11                   | 8                    |                      |                      |
| 2004-2005  | Saguenéens de Chicoutimi   | LHJMQ          | 68  | 32               | 65               | 97               | 39               | 17               | 5  | 10                   | 15                   | 8                    |                      |                      |
| 2005-2006  | Saguenéens de Chicoutimi   | LHJMQ          | 63  | 33               | 85               | 118              | 44               | 9                | 2  | 9                    | 11                   | 4                    |                      |                      |
| 2006-2007  | Saguenéens de Chicoutimi   | LHJMQ          | 61  | 38               | 70               | 108              | 32               | 4                | 1  | 5                    | 6                    | 2                    |                      |                      |
| 2006-2007  | Sound Tigers de Bridgeport | LAH            | 7   | 1                | 1                | 2                | 4                | -                | -  | -                    | -                    | -                    |                      |                      |
| 2007-2008  | Cyclones de Cincinnati     | ECHL           | 68  | 29               | 77               | 106              | 18               | 22               | 9  | 24                   | 33                   | 18                   |                      |                      |
| 2007-2008  | Bulldogs de Hamilton       | LAH            | 4   | 0                | 1                | 1                | 6                | -                | -  | -                    | -                    | -                    |                      |                      |
| 2008-2009  | Bulldogs de Hamilton       | LAH            | 77  | 24               | 34               | 58               | 20               | 6                | 1  | 3                    | 4                    | 4                    |                      |                      |
| 2009-2010  | Bulldogs de Hamilton       | LAH            | 60  | 27               | 51               | 78               | 34               | 19               | 10 | 13                   | 23                   | 16                   |                      |                      |
| 2009-2010  | Canadiens de Montréal      | LNH            | 6   | 0                | 1                | 1                | 0                | -                | -  | -                    | -                    | -                    |                      |                      |
| 2010-2011  | Bulldogs de Hamilton       | LAH            | 35  | 10               | 35               | 45               | 24               | -                | -  | -                    | -                    | -                    |                      |                      |
| 2010-2011  | Canadiens de Montréal      | LNH            | 43  | 8                | 14               | 22               | 12               | 5                | 0  | 1                    | 1                    | 2                    |                      |                      |
| 2011-2012  | Canadiens de Montréal      | LNH            | 81  | 16               | 44               | 60               | 24               | -                | -  | -                    | -                    | -                    |                      |                      |
| 2012-2013  | HC Fribourg-Gottéron       | LNA            | 16  | 4                | 12               | 16               | 12               | -                | -  | -                    | -                    | -                    |                      |                      |
| 2012       | HC Fribourg-Gottéron       | Coupe Spengler | 4   | 0                | 3                | 3                | 4                | -                | -  | -                    | -                    | -                    |                      |                      |
| 2012-2013  | Canadiens de Montréal      | LNH            | 48  | 10               | 18               | 28               | 26               | 5                | 0  | 1                    | 1                    | 2                    |                      |                      |
| 2013-2014  | Canadiens de Montréal      | LNH            | 79  | 16               | 36               | 52               | 24               | 17               | 2  | 6                    | 8                    | 6                    |                      |                      |
| 2014-2015  | Canadiens de Montréal      | LNH            | 82  | 14               | 34               | 48               | 24               | 11               | 1  | 2                    | 3                    | 4                    |                      |                      |
| 2015-2016  | Canadiens de Montréal      | LNH            | 65  | 11               | 18               | 29               | 20               | -                | -  | -                    | -                    | -                    |                      |                      |
| 2016-2017  | Canadiens de Montréal      | LNH            | 31  | 4                | 6                | 10               | 6                | -                | -  | -                    | -                    | -                    |                      |                      |
| 2016-2017  | Oilers d'Edmonton          | LNH            | 18  | 2                | 2                | 4                | 6                | 13               | 1  | 3                    | 4                    | 0                    |                      |                      |
| 2017-2018  | Rangers de New York        | LNH            | 71  | 6                | 22               | 28               | 18               | -                | -  | -                    | -                    | -                    |                      |                      |
| 2018-2019  | Avangard Omsk              | KHL            | 58  | 7                | 21               | 28               | 84               | 18               | 0  | 7                    | 7                    | 6                    |                      |                      |
| 2019-2020  | HC Fribourg-Gottéron       | LNA            | 36  | 12               | 14               | 26               | 18               | -                | -  | -                    | -                    | -                    |                      |                      |
| 2020-2021  | HC Fribourg-Gottéron       | LNA            | 45  | 14               | 26               | 40               | 24               | 5                | 0  | 2                    | 2                    | 2                    |                      |                      |
| 2021-2022  | HC Fribourg-Gottéron       | LNA            | 47  | 19               | 24               | 43               | 24               | 9                | 1  | 6                    | 7                    | 4                    |                      |                      |
| 2022-2023  | HC Fribourg-Gottéron       | LNA            | 52  | 13               | 29               | 42               | 36               | 2                | 0  | 0                    | 0                    | 25                   |                      |                      |
| Totaux LNH | Totaux LNH                 | Totaux LNH     | 524 | 87               | 195              | 282              | 160              | 51               | 4  | 13                   | 17                   | 14                   |                      |                      |

### En équipe nationale
| Année | Équipe | Compétition     |   | PJ | B | A | Pts | Pun           |  | Résultat |
| 2022  | Canada | Jeux olympiques | 5 | 0  | 1 | 1 | 0   | Sixième place |  |          |

## Trophées et honneurs personnels
- Ligue de hockey junior majeur du Québec :
  - 2005, 2006 : nommé dans la 2e équipe des étoiles, gagnant du trophée Frank-J.-Selke
  - 2006 : nommé dans la 2e équipe des étoiles, gagnant du trophée Frank-J.-Selke
  - 2007 : gagnant du trophée Frank-J.-Selke
- ECHL :
  - 2008 : participe Match des étoiles avec l'association américaine, nommé joueur le plus utile à son équipe dans la ligue, nommé recrue de l'année (trophée John A. Daley), nommé dans l'équipe d'étoiles des recrues, sélectionné dans la 1re équipe d'étoiles.
- Ligue américaine de hockey :
  - 2011 : sélectionné pour le Match des étoiles avec l'association de l'Ouest (titulaire)